# Tudou
Tudou（トゥードウ、簡体字: 土豆网、繁体字: 土豆網、どとうもう）は、中華人民共和国の動画共有サイトである。
2005年4月15日にサービスを開始した。公式サイトによると、視聴数は1日1億を超え、1日あたりに投稿される動画の数は4万以上である。2008年1月時点で、中国の動画共有サイトの中では最大級で、百度の調査によると、中国の動画共有サイト内での人気は1位である。現在は日本のアニメ等の動画を再生する場合を除けば日本国内からも再生可能となった。
2012年3月、ライバルのYouku（優酷網）に株式交換で合併統合され、傘下となった。